# Viola delphinantha
Viola delphinantha är en violväxtart som beskrevs av Pierre Edmond Boissier. Viola delphinantha ingår i släktet violer, och familjen violväxter. Inga underarter finns listade i Catalogue of Life.